# Aliaga
Aliaga, Aragon település Spanyolországban, Teruel tartományban. Aliaga Camarillas, Cañizar del Olivar, Ejulve, Hinojosa de Jarque, Jarque de la Val, Miravete de la Sierra, Palomar de Arroyos, Villarluengo, Villarroya de los Pinares, La Zoma, Pitarque, Fortanete és Cuevas de Almudén községekkel határos. Lakosainak száma 345 fő (2024).

## Népesség
A település lakosságának változását az alábbi diagram mutatja:
| Lakosok száma | 374  | 389  | 422  | 384  | 366  | 358  | 348  | 341  | 323  | 345  |
|               | 2001 | 2004 | 2007 | 2009 | 2012 | 2014 | 2017 | 2019 | 2022 | 2024 |